# Alexia (zangeres)
Alexia (La Spezia, Ligurië, 19 mei 1967) is een Italiaanse zangeres. Haar echte naam is Alessia Aquilani.
Begin jaren negentig voegde Alexia Ian Campbell zich als zangeres bij Ice MC. Samen scoorden ze drie grote internationale hits in het Eurodance-genre met "Take away the colour", "Think about the way" en "It's a rainy day". Na een wereldtour met Ice MC ontstond er tussen Ian Campbell en Italiaans producer Roberto Zanetti een conflict, waardoor deze besloot alleen verder te gaan met Alexia, die sindsdien zelf haar songs schreef.
Als eerste verscheen de single "Me and you". In 1996 scoorde Alexia nog twee internationale hits met "Number one" en "Summer Is Crazy". Het eerste album Fanclub werd vervolgens uitgebracht en haalde onder andere tweemaal platina in Finland.
Sinds 1997 liet Alexia de Eurodance geleidelijk aan achter zich en ging zich meer toeleggen op pop en R'n'B. Dat resulteerde in hits als "Uh la la la" en "Gimme love".
In 1998,1999 en 2000 werden nog de singles "The music I like", "Goodbye", "Ti amo ti amo" en de drie albums The Party, Happy en The hits uitgebracht. Op hetzelfde moment werd "Uh la la la" uitgegeven in de Verenigde Staten en Japan.
Na de release van The hits scheidden de wegen van Alexia en haar producer Roberto Zanetti en bracht ze nog de albums Mad for music en Alexia uit, alvorens zich sindsdien toe te wijden op voornamelijk Italiaanse songs.
In 2002 nam ze voor het eerst deel aan het Festival van Sanremo met het Italiaanstalige "Dimmi come" en eindigde hiermee als tweede. Het jaar erop won ze hetzelfde festival met "Per dire di no". Twee jaar later, in 2005 werd ze tweede met "Da grande" in de vrouwelijke categorie.

## Discografie
- Fun Club (1997)
- The Party (1998)
- Happy (1999)
- The Hits (2000)
- Mad For Music (2001)
- Alexia (2002)
- Il cuore a modo mio (2003)
- Gli occhi grandi della luna (2004)
- Da Grande (2005)

- Bibliothèque nationale de France: cb139997421 (data)
- Gemeinsame Normdatei: 134973704
- International Standard Name Identifier: 0000 0000 9215 009X
- Library of Congress Control Number: no2007002453
- MusicBrainz: 78af8512-afb2-4aa2-b6a2-8cccf1fb2685
- Nationale Bibliotheek van Tsjechië: mzk2003201243
- Nationale Bibliotheek van Israël: 987007415357405171
- Nationale Bibliotheek van Polen: a0000003305191
- Réseau des bibliothèques de Suisse occidentale: 02-A012398699
- Istituto Centrale per il Catalogo Unico: UBOV667163
- Virtual International Authority File: 84560207
- WorldCat: E39PBJgd8qwHfDh9bdQw3wkMT3